# Deutsche Rotsport-Fußballmeisterschaft 1930/31
Die deutsche Rotsport-Fußballmeisterschaft 1931 war die erste von der Kampfgemeinschaft für Rote Sporteinheit („KG“ oder auch „Rotsport“) ausgerichtete deutsche Meisterschaft im Fußball. Sieger wurde der Dresdner SV 10.

## Hintergrund
Nachdem die Differenzen zwischen dem SPD-orientierten und dem KPD-orientierten Teil der im ATSB organisierten deutschen Arbeitersportbewegung unüberbrückbar geworden waren, formierte sich im Mai 1929 als KPD-naher Verband zunächst die Interessengemeinschaft zur Wiederherstellung der Einheit im Arbeitersport, die sich im Dezember 1930 in Kampfgemeinschaft für Rote Sporteinheit umbenannte. Zahlreiche Arbeitersportvereine, hauptsächlich in den industriellen Ballungszentren, vollzogen die Abspaltung vom sozialdemokratisch dominierten ATSB mit. Nachdem in der Saison 1930/31 erstmals flächendeckend ein organisierter Spielbetrieb der KG stattfand, wurde im Sommer 1931 die erste reichsweite Meisterschaft ausgespielt. Ähnlich wie bei der gleichzeitig ausgetragenen ATSB-Meisterschaft wurden zunächst vier regionale Meister ermittelt, die dann eine reichsweite Endrunde austrugen.

## Regionale Meisterschaften

### West
Westdeutscher Vertreter in der Endrunde war Horst-Heßler Gelsenkirchen.

### Mitte
Halbfinale
Der ASV Vorwärts Erfurt hatte im Halbfinale ein Freilos.
| Datum        |                | Ergebnis |                     | Austragungsort |
| ------------ | -------------- | -------- | ------------------- | -------------- |
| 31. Mai 1931 | Dresdner SV 10 | 3:1      | ASV Halle-Reideburg | unbekannt      |

Finale
| Datum        |                | Ergebnis |                     | Austragungsort |
| ------------ | -------------- | -------- | ------------------- | -------------- |
| 7. Juni 1931 | Dresdner SV 10 | 3:1      | ASV Vorwärts Erfurt | unbekannt      |

### Nord
Halbfinale
Der SV Weser 08 Bremen hatte im Halbfinale ein Freilos.
| Datum        |                     | Ergebnis  |                    | Austragungsort |
| ------------ | ------------------- | --------- | ------------------ | -------------- |
| 6. Juni 1931 | SV Hansa Rastenburg | 1:3 (0:3) | Sparta Lichtenberg | Königsberg     |

Finale
Durch das Unentschieden im ersten Spiel wurde ein Wiederholungsspiel in Berlin erforderlich.
| Datum         |                    | Ergebnis             |                    | Austragungsort           |
| ------------- | ------------------ | -------------------- | ------------------ | ------------------------ |
| 13. Juni 1931 | SV Weser 08 Bremen | 3:3 n. V. (3:3, 1:2) | Sparta Lichtenberg | Bremen                   |
| 21. Juni 1931 | Sparta Lichtenberg | 3:1 (1:1)            | SV Weser 08 Bremen | Berlin, Stadion Neukölln |

### Süd
Süddeutscher Vertreter in der Endrunde war der FSV Nürtingen.

## Endrunde
Halbfinale
| Datum          |                    | Ergebnis  |                            | Austragungsort      |
| -------------- | ------------------ | --------- | -------------------------- | ------------------- |
| 19. Juli 1931  | Sparta Lichtenberg | 2:0 (1:0) | Horst-Heßler Gelsenkirchen | Berlin, Poststadion |
| 9. August 1931 | Dresdner SV 10     | 5:0 (4:0) | FSV Nürtingen              | Dresden             |

Finale
| Datum           |                | Ergebnis  |                    | Austragungsort    |
| --------------- | -------------- | --------- | ------------------ | ----------------- |
| 29. August 1931 | Dresdner SV 10 | 3:2 (0:2) | Sparta Lichtenberg | Berlin, NNW-Platz |